# Sporting Handball Club Mont-sur-Marchienne
 (mars 2012).
Maillots
Le Sporting Handball Club Mont-sur-Marchienne, abrégé en SHC Mont-sur-Marchienne ou en SHCMSM, est un club belge de handball, situé à Charleroi dans la section de Mont-sur-Marchienne.
Porteur du matricule 83, le club fut anciennement nommé Cercle de Handball de Charleroi et Sporting Charleroi. Il s'agit de premier club hainuyer à avoir réussi à évoluer en Division 1, division dans laquelle, le club carolo évolua 10 saisons. Le plus grand fait d'arme du club est le sacre en Coupe de Belgique en 1970, il est ainsi le seul club de la Province de Hainaut à avoir remporté un titre national.
Affilié à la LFH, le SHC Mont-sur-Marchienne évolue en D1 LFH, troisième échelon.

## Histoire

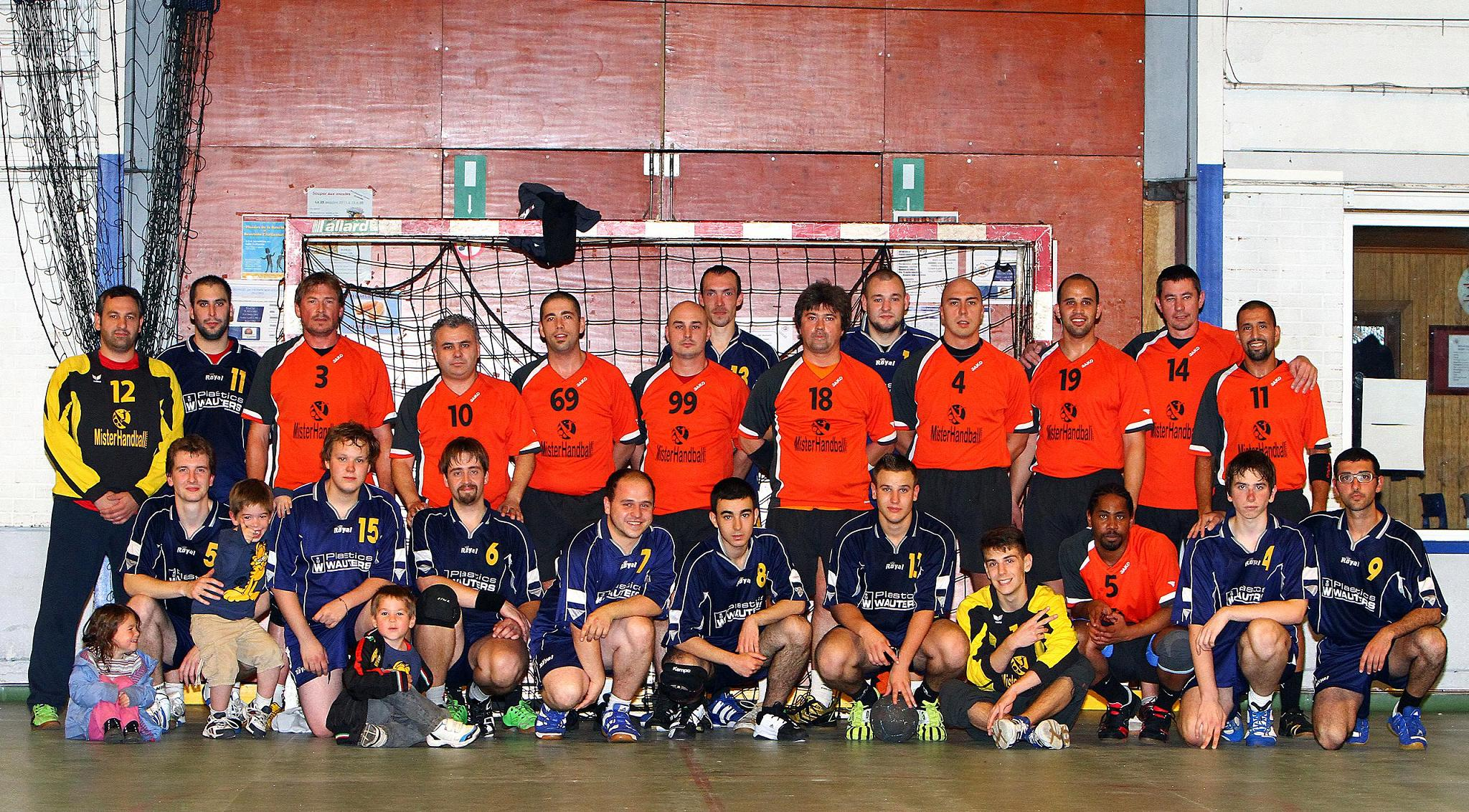
Le noyau 2011-2012

Fondé en 1963, le Cercle de Handball Mont-sur-Marchienne obtient le matricule 083.
Le club joue alors en Promotion Hainaut, le niveau le plus bas pour un club hainuyer. Pourtant, et alors que c'est le handball liégeois qui dicte sa loi à cette époque, le CH Mont-sur-Marchienne crée la surprise en réussissant à se qualifier en finale de la Coupe de Belgique en 1970. Son adversaire en finale, le KV Mechelen est aussi une surprise puisqu'il est pensionnaire de division 2. Dans cette finale disputée à La Louvière, le Cercle de Handball Mont-sur-Marchienne n'est pas favori mais résiste à son adversaire jusqu'à la fin du temps réglementaire qui se ponctue sur un score de 13 à 13. La prolongation tourne en faveur de Mont-sur-Marchienne qui remporte ainsi son tout premier sacre.
Par la suite, le club se veut plus compétitif et finit même Champion de Belgique de D2 en 1972 et est donc promu en Division 1. Le club évolue face aux grosses cylindrés du championnat tels le ROC Flémalle, le Progrès HC Seraing, le KV Sasja HC Hoboken ou encore le SK Avanti Lebbeke mais face à ces clubs, les carolos se maintiennent.
En 1975, le club, toujours pensionnaire de division 1, se renomme Cercle de Handball Charleroi dans le but de se rapprocher de la ville de Charleroi et d'être ainsi plus compétitif. Le club reste dans cette élite jusqu'à la saison 1982/1983 où le club est relégué.
Par la suite, le CH Charleroi culbute même en division 3 mais le club veut renouer avec son glorieux passé et remonte en division 2. Il se renomme ensuite Sporting Charleroi, faisant référence au club de football de la ville, le Royal Charleroi Sporting Club mais n'étant tout de même pas une section du club de football. Cependant le club subit une vraie descente aux enfers jusqu'à se retrouver dans la plus basse division du pays, la Promotion, parallèlement il rechange de nom et devient le Sporting Handball Club Mont-sur-Marchienne, SHC Mont-sur-Marchienne.

## Palmarès
- Coupe de Belgique (1) : 1970

## Personnalités liées au club
- Pierre Bourmorck
- Michel Bouchez
- Christian Fourrez
- Delbecque
- Fernand Dehoux
- André Vanescotte
- Joël Motte
- Jean-Pierre Gilsoul
- Versieux
- Gauvain
- Langlet
- Alain Crucifix
- Didier Angely
- Charbonnier

## Logo

Ancien logo

## Site web
- http://www.handballmsm.be/